# Armadillidium pretusi
Armadillidium pretusi Cruz, 1992, és una espècie de crustaci isòpode terrestre de la família Armadilliidae, de costums humícoles. És endèmica de la serra de Tramuntana de Mallorca (Illes Balears) i sols es coneix de quatre localitats dels municipis d'Escorca i Puigpunyent. L'holotip, una femella, fa 8,5 mm de llarg i presenta, entre d'altres trets morfològics, unes granulacions hipertrofiades en llargues espines de fins 1 mm.

## Conservació
Es desconeix per complet l'estatus de conservació de l'espècie, sobretot perquè d'ençà que es va descriure les troballes han estat molt escasses i puntuals. Un estudi de l'any 2023 alertà del fet que aquesta espècie ha estat ja objecte del comerç il·legal a través d'internet per part de col·leccionistes d'isòpodes, a causa de la seva morfologia peculiar i cridanera amb llargues espines. Aquest fet podria posar en perill les seves poblacions, aparentment poc nombroses i fragmentades, i que possiblement ja es veuen afectades per l'aridificació creixent causada pel canvi climàtic.